# فهرست ریاضی‌دانان زن
فهرست ریاضی‌دانان زن
| تصویر | نام ریاضیدان          | تاریخ زندگانی | ملیت                       | شناخته شده برای                                                                  |
| ----- | --------------------- | ------------- | -------------------------- | -------------------------------------------------------------------------------- |
|       | ماریا گائتانا آنیزی   | ۱۷۹۹–۱۷۱۸     | ایتالیا                    | نوشتن اولین کتاب حساب دیفرانسیل و انتگرال                                        |
|       | شارلوت اسکات          | ۱۹۳۱–۱۸۵۸     | بریتانیا                   |                                                                                  |
|       | آنیه اسلی             | ۲۰۱۱–۱۹۳۳     | ایالات متحده آمریکا        |                                                                                  |
|       | الیزابت لوتس          | ۲۰۰۸–۱۹۱۴     | فرانسه                     |                                                                                  |
|       | ایرنا پیوا            | معاصر         | ایالات متحده آمریکا        |                                                                                  |
|       | ایوون شوکه-بروآ       | زاده ۱۹۲۳     | فرانسه                     |                                                                                  |
|       | نینا باری             | ۱۹۶۱–۱۹۰۱     | روسیه                      | کار بر روی در زمینه سری مثلثاتی                                                  |
|       | ماری ال. بوس          | ۲۰۱۰–۱۹۱۷     | ایالات متحده آمریکا        |                                                                                  |
|       | آلیسا بولی استوت      | ۱۹۴۰–۱۸۶۰     | بریتانیا                   |                                                                                  |
|       | النا کورنارو پیسکوپیا | ۱۶۸۴–۱۶۴۶     | ایتالیا                    |                                                                                  |
|       | دیانا تایمینا         | زاده ۱۹۵۴     | لتونی                      |                                                                                  |
|       | فن چانگ               | زاده ۱۹۴۹     | تایوان ایالات متحده آمریکا | نظریه طیفی گراف‌ها، اصل اکسترمال، Random graphs                                   |
|       | خوانا اینس د لا کروز  | ۱۶۹۵–۱۶۴۸/۵۱  | اسپانیای نو                |                                                                                  |
|       | دانیکا مک‌کلر          | زاده ۱۹۷۵     | ایالات متحده آمریکا        |                                                                                  |
|       | اینگرید دوبیشی        | زاده ۱۹۵۴     | بلژیک                      | موجک                                                                             |
|       | امیلی دوشاتله         | ۱۷۴۹–۱۷۰۶     | فرانسه                     | Advocacy of kinetic energy                                                       |
|       | هلنا رازیوا           | ۱۹۹۴–۱۹۱۷     | لهستان                     | Rasiowa–Sikorski lemma                                                           |
|       | رز پلتزون             | ۱۹۹۸–۱۹۱۳     | آلمان اسرائیل              |                                                                                  |
|       | روت موفانگ            | ۱۹۷۷–۱۹۰۵     | آلمان                      | رویه موفانگ، چندوجهی موفانگ، جبر موفانگ                                          |
|       | ماری الن رودین        | زاده ۱۹۲۴     | ایالات متحده آمریکا        |                                                                                  |
|       | سوفی ژرمن             | ۱۸۳۱–۱۷۷۶     | فرانسه                     | کار بر روی در نظریه اعداد و هندسه دیفرانسیل (اعداد اول ژرمن)                     |
|       | روث لیتل ساتر         | ۱۹۸۹–۱۹۲۳     | ایالات متحده آمریکا        |                                                                                  |
|       | بهاما سرینیواسان      | زاده ۱۹۳۵     | ایالات متحده آمریکا هند    |                                                                                  |
|       | اشتر سزکریز           | ۲۰۰۵–۱۹۱۰     | استرالیا                   |                                                                                  |
|       | ورا توران سس          | زاده ۱۹۳۰     | مجارستان                   | قضیهٔ کواری-سس-توران                                                              |
|       | ماری سومروایل         | ۱۸۷۲–۱۷۸۰     | اسکاتلند                   |                                                                                  |
|       | لزلی سیبنر            | ۲۰۱۳–۱۹۳۴     | ایالات متحده آمریکا        |                                                                                  |
|       | شارلوت فروزه فیشر     | زاده ۱۹۲۹     | ایالات متحده آمریکا        |                                                                                  |
|       | آلیس ترنر شافر        | ۱۹۱۵–۲۰۰۹     | ایالات متحده آمریکا        |                                                                                  |
|       | فریده فیروزبخت        | -             | ایران                      | قضیه فیروزبخت                                                                    |
|       | مری کارترایت          | ۱۹۰۰–۱۹۹۸     | بریتانیا                   | Cartwright's theorem                                                             |
|       | سیسیلیا کریگر         | ۱۸۹۴–۱۹۷۴     | کانادا                     |                                                                                  |
|       | سوفیا کووالوسکایا     | ۱۸۵۰–۱۸۹۱     | روسیه                      | قضیهٔ انتگرال کوشی-کووالسکی به دلیل کمک‌هاییش به معادله دیفرانسیل با مشتقات پاره‌ای |
|       | سیلوچانا گادجیل       | -             | هند                        |                                                                                  |
|       | اویلین بوید گرنویل    | زاده ۱۹۲۴     | ایالات متحده آمریکا        |                                                                                  |
|       | گرته هرمان            | ۱۹۰۱–۱۹۸۴     | بریتانیا                   |                                                                                  |
|       | ادنا گروسمن           | -             | ایالات متحده آمریکا        |                                                                                  |
|       | کریستین لاد-فرانکلین  | ۱۸۴۷–۱۹۳۰     | ایالات متحده آمریکا        |                                                                                  |
|       | ایدا لاولیس           | ۱۸۱۵–۱۸۵۲     | انگلستان                   | نخستین برنامه‌ساز رایانه                                                          |
|       | اما لهمر              | ۱۹۰۶–۲۰۰۷     | ایالات متحده آمریکا        |                                                                                  |
|       | لیلیان لیبر           | ۱۸۸۶–۱۹۸۶     | ایالات متحده آمریکا        |                                                                                  |
|       | ماریا آردینلی         | ۱۷۳۰–۱۸۲۵     | ایتالیا                    |                                                                                  |
|       | دوسا مک‌داف            | زاده ۱۹۴۵     | بریتانیا                   |                                                                                  |
|       | منجمه نیشابوری        | -             | ایران                      |                                                                                  |
|       | کاتلی سینگ موراوتز    | زاده ۱۹۲۳     | ایالات متحده آمریکا        |                                                                                  |
|       | مریم میرزاخانی        | زاده ۱۹۷۷     | ایران ایالات متحده آمریکا  |                                                                                  |
|       | امی نوتر              | ۱۸۸۲–۱۹۳۵     | آلمان                      |                                                                                  |
|       | هانا نیومن            | ۱۹۱۴–۱۹۷۱     | آلمان                      | نظریه گروه‌ها                                                                     |
|       | دوروتی ماود رینچ      | ۱۸۹۴–۱۹۷۶     | بریتانیا                   |                                                                                  |
|       | کلر ویسین             | زاده ۱۹۶۲     | فرانسه                     |                                                                                  |
|       | آنا جانسون پل ویلر    | ۱۸۸۳–۱۹۶۶     | ایالات متحده آمریکا        | فعالیت در زمینهٔ آنالیز تابعی                                                     |
|       | گریس هاپر             | ۱۹۰۶–۱۹۹۲     | ایالات متحده آمریکا        | نخستین بانوی نرم‌افزار نخستین مادر و مدرس برنامه‌نویسی رایانه                      |
|       | هلن انول              | زاده ۱۹۵۳     | فرانسه                     |                                                                                  |
|       | هیپاتیا               | ۳۷۰–۴۱۵       | یونان باستان               | آخرین کتاب‌دار کتابخانه اسکندریه، نخستین بانوی ریاضی‌دان جهان                      |